# Гай Марій Вікторин
Гай Марій Вікторин (лат. Gaius Marius Victorinus, відомий також як Вікторин Афр; близько 291 — бл. 366) — граматик, ритор та філософ Римської імперії. 

## Життєпис
Походив з поганської родини. Народився в Африці (тому звався Афр — Африканський). 
Згодом, близько 340 року, перебрався до Риму, де зробив чудову кар'єру дослужившись до сенаторського звання. У 354 році йому поставили статуї на Форумі Траяна. Близько 355 року навернутий у християнство. У 362 році імператор Юліан видав наказ, згідно якому християнам заборонялось обіймати посади професорів риторики. На той час Вікторин обіймав посаду муніципального вчителя Риму, тому вимушений був піти у відставку. Він став давати приватні уроки та приділяти більше уваги написанню своїх праць. Помер близько 366 року в Римі.

## Творчість
Його праці мали велике значення для історії західноєвропейської культури.
Написав «Граматику» (Ars grammatica) в 4 книгах, значна частина якої була згодом включена в підручник метрики Елія Феста Афтонія.
Про філософські інтереси Вікторина свідчать перекази неоплатонічних творів, коментарі та власні праці. Він переклав латиною деякі твори Аристотеля та Плотіна. Написав коментарі до «Категорій» Аристотеля і «Топік» Цицерона, але вони не збереглися. Уцілів коментар Вікторина до трактату Цицерона «Про зміст». Створив нову філософську мову — нові визначення абстрактних понять, одним з перших латинських авторів зайнявся метафізикою. Намагався поєднати християнські думки і неоплатонічну метафізику.
З власних творів до тепер зберігся твір з логіки «Про дефініції» (De definitionibus), але твір «Про силогізми» втрачено.
Інші праці носили теологічний і антиаріанський характер. До них належать коментарі, тлумачення і гімни. Він коментував послання Павла. До цього періоду також відноситься твір «Про Святу Трійцю проти Арія» (De Trinitate contra Arium) в 4 книгах. Вікторин зберіг для нащадків філософські думки платоників і неплатоників (вплив яких помітний у творах Боеція і Августина).